# Stannington (Northumberland)
 (juin 2023).
Stannington est une paroisse civile et un village du Northumberland, en Angleterre.